# Tales of the Arabian Nights
Tales of the Arabian Nights è un videogioco con fasi a piattaforme e fasi sparatutto a scorrimento, pubblicato nel 1984 per Commodore 64 e nel 1985 per gli altri home computer Acorn Electron, Amstrad CPC, BBC Micro e ZX Spectrum dalla Interceptor Software. Il titolo fa riferimento a Le mille e una notte e l'ambientazione è fantasy mediorientale.
Specialmente nel primo livello, Tales of the Arabian Nights trae ispirazione dal videogioco arcade Arabian del 1983, ma non si tratta di una conversione e molte fasi successive sono completamente diverse.
Le fasi a piattaforme dell'originale per Commodore 64 riprendono anche alcune caratteristiche di China Miner dello stesso autore Ian Gray.
Nel caso dell'Amstrad CPC esistono due versioni di autori diversi; dopo aver già venduto qualche migliaio di copie della prima versione (in Mode 1 a 4 colori), l'azienda decise di commercializzarne un'altra (in Mode 0 a 16 colori), che riteneva più soddisfacente.

## Modalità di gioco
Il giocatore controlla il principe Imrahil, un omino in turbante, attraverso otto livelli d'azione. Ci sono fondamentalmente due tipi di livelli:
- La raccolta di oggetti su scenari a piattaforme a schermata singola. Qui Imrahil può camminare in orizzontale, saltare e salire scalette. Si devono raccogliere delle anfore sparse, ciascuna contrassegnata da una lettera, in modo da comporre la scritta ARABIAN. Le lettere vanno prese nell'ordine di scrittura e perfino le tre anfore con la A non sono tutte equivalenti, ma si deve capire per tentativi quale corrisponde a ciascuna A della parola.
- L'attraversamento, con un mezzo di trasporto, di percorsi a scorrimento orizzontale verso destra con visuale di lato. Solo su Commodore 64 e su Amstrad CPC 2ª versione c'è un vero scorrimento durante l'azione; nelle altre versioni si attraversano schermate consecutive una alla volta. Sempre solo in quelle due versioni, in questi livelli si possono anche sparare proiettili magici illimitati in varie direzioni.

In tutti i livelli si perde una vita in caso di contatto con nemici o proiettili, e nei livelli a piattaforme anche in caso di cadute da altezze eccessive.
Gli otto livelli sono:
1. (a piattaforme) Il veliero di Sinbad, dove gli alberi delle vele sorreggono le piattaforme. I nemici sono uccelli che arrivano in volo, polipi che salgono dal mare e un cannone che spara in orizzontale.
2. (a scorrimento) Un fiume nel deserto, da percorrere remando su una zattera. Spostandosi a destra e sinistra si devono evitare massi lanciati dallo sfondo. Solo su Commodore 64 e su Amstrad CPC 2ª versione ci sono anche coccodrilli che emergono dall'acqua.
3. (a piattaforme) L'interno di una caverna, dove i nemici sono geni volanti.
4. (a scorrimento) Il volo sopra il deserto con un tappeto volante. Qui Imrahil si può muovere in tutte le direzioni e i nemici sono altre persone su tappeti volanti. Su Commodore 64 anche i nemici sparano e in più ci sono arcieri a terra.
5. (a piattaforme) Le mura di Baghdad, con oggetti pericolosi che piombano dall'alto e frecce che arrivano dai lati.
6. (a piattaforme) I giardini del palazzo, con mura da una parte e un grande albero dall'altra. Ricompaiono alcuni pericoli già incontrati.
7. (a piattaforme) Il palazzo del sultano, stilisticamente simile al livello 5. Ricompaiono alcuni pericoli già incontrati.
8. (a scorrimento) La fuga in tappeto volante sopra i tetti di Baghdad, secondo la trama insieme alla propria sorella Anitra appena liberata dalla prigionia, ma comunque Imrahil appare da solo. I nemici sono uccelli e frecce, su Commodore 64 lanciate dagli arcieri.

Il tema musicale su Commodore e Amstrad è tratto dal quarto movimento della suite di musica classica Shahrazād.
La versione Commodore 64 è dotata anche di parlato, che all'inizio di ogni livello legge una descrizione in inglese degli eventi. Il parlato, poco realistico ma notevole per l'epoca, è basato sul software di sintesi vocale SAM (Software Automatic Mouth) della Don't Ask Software.